# Mainbrücke Mainflingen
Die Mainbrücke Mainflingen ist ein Bauwerk der Bundesautobahn 45, welches den Main als Landesgrenze zwischen Hessen und Bayern in Höhe des Mainhausner Ortsteils Mainflingen in Hessen, beziehungsweise Kleinostheims in Bayern quert. Am Autobahnkilometer 253,7 überspannt sie den Main bei Stromkilometer 76,630 sowie Vorlandbereiche. Die Brücke liegt zwischen den Anschlussstellen Kleinostheim und Mainhausen.
Die Mainbrücke entstand im Rahmen des Neubaus der Autobahn von Gießen nach Aschaffenburg. Sie kostete 17,6 Millionen Mark. Baubeginn war 1976, 1978 wurde die Brücke dem Verkehr übergeben. Die Balkenbrücke weist für jede Richtungsfahrbahn einen Überbau auf, der jeweils für drei Fahrstreifen und einen Standstreifen ausgelegt ist.
Von 2024 bis voraussichtlich 2031 findet der Neubau der Brücke statt, da sich das bestehende Bauwerk in einem schlechten Zustand befindet und den heutigen Verkehrsbeanspruchungen nicht mehr genügt. Eine Instandsetzung wurde als nicht wirtschaftlich bewertet.

## Konstruktion

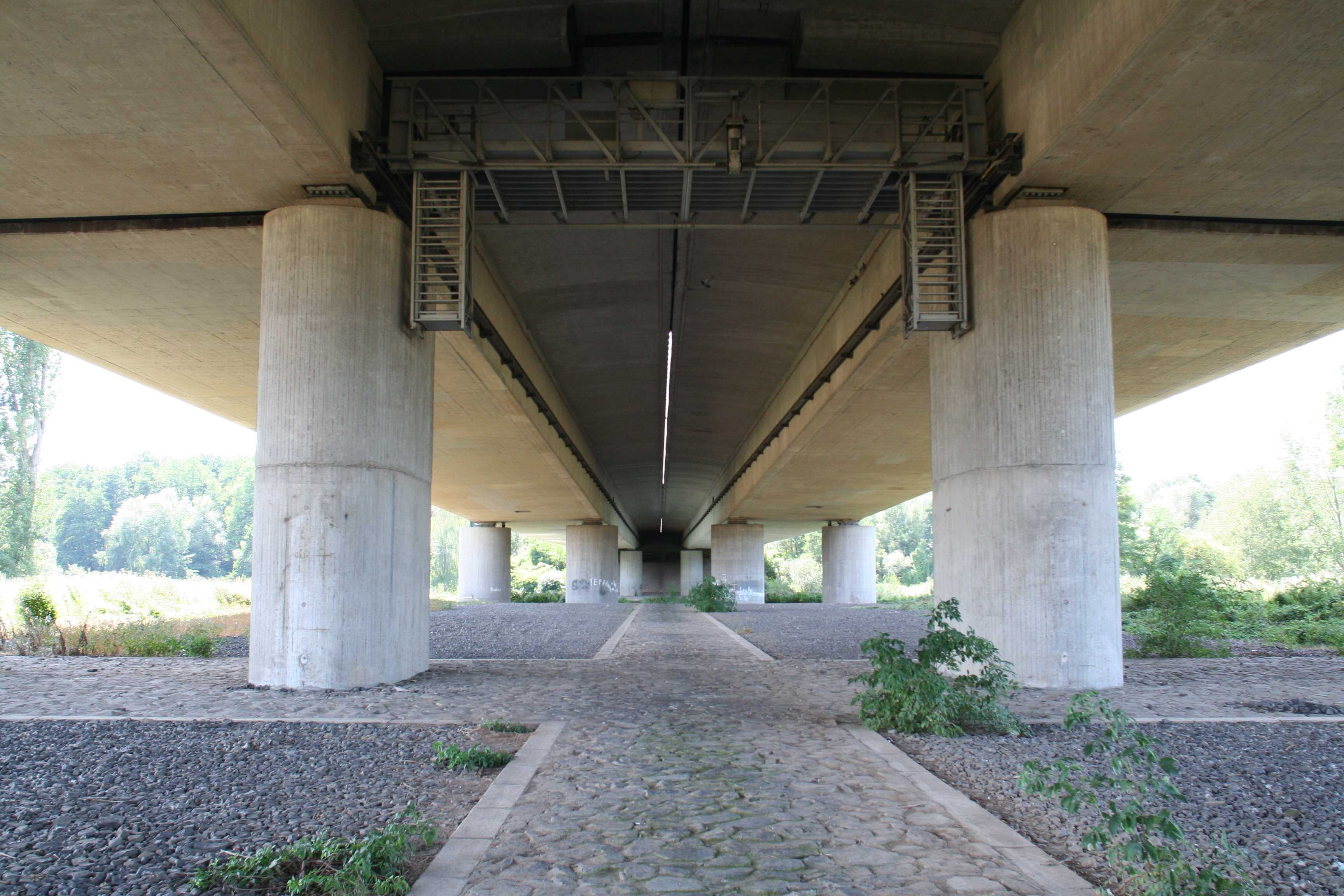
Brückenuntersicht

Der 449,06 m lange Brückenzug besteht aus einer Spannbetonbalkenbrücke. Auf der rechten Mainseite ist eine vierfeldrige Vorlandbrücke mit 168,36 m Länge und einheitlichen Stützweiten von 42,09 m angeordnet. Nach einer Dehnfuge auf einem Trennpfeiler folgt die dreifeldrige 278,06 m lange Strombrücke mit Stützweiten von 72,53 m im rechtsmainischen Randfeld, 133 m im mittleren Feld und 72,53 m im linksmainischen Randfeld.
Das Bauwerkssystem der Spannbetonbrücken weist in Längsrichtung den Durchlaufträger auf. In Querrichtung besitzen die Überbauten einen einzelligen, 19,25 m breiten Hohlkastenquerschnitt, dessen Bodenplatte 9,85 m breit ist und bei der Vorlandbrücke eine konstante Konstruktionshöhe von 3,0 m aufweist. In der Hauptöffnung über dem Main beträgt die Konstruktionshöhe 4,8 m und nimmt in den benachbarten Feldern auf 3,0 m am westlichen Widerlager beziehungsweise am Trennpfeiler ab.

## Bauausführung

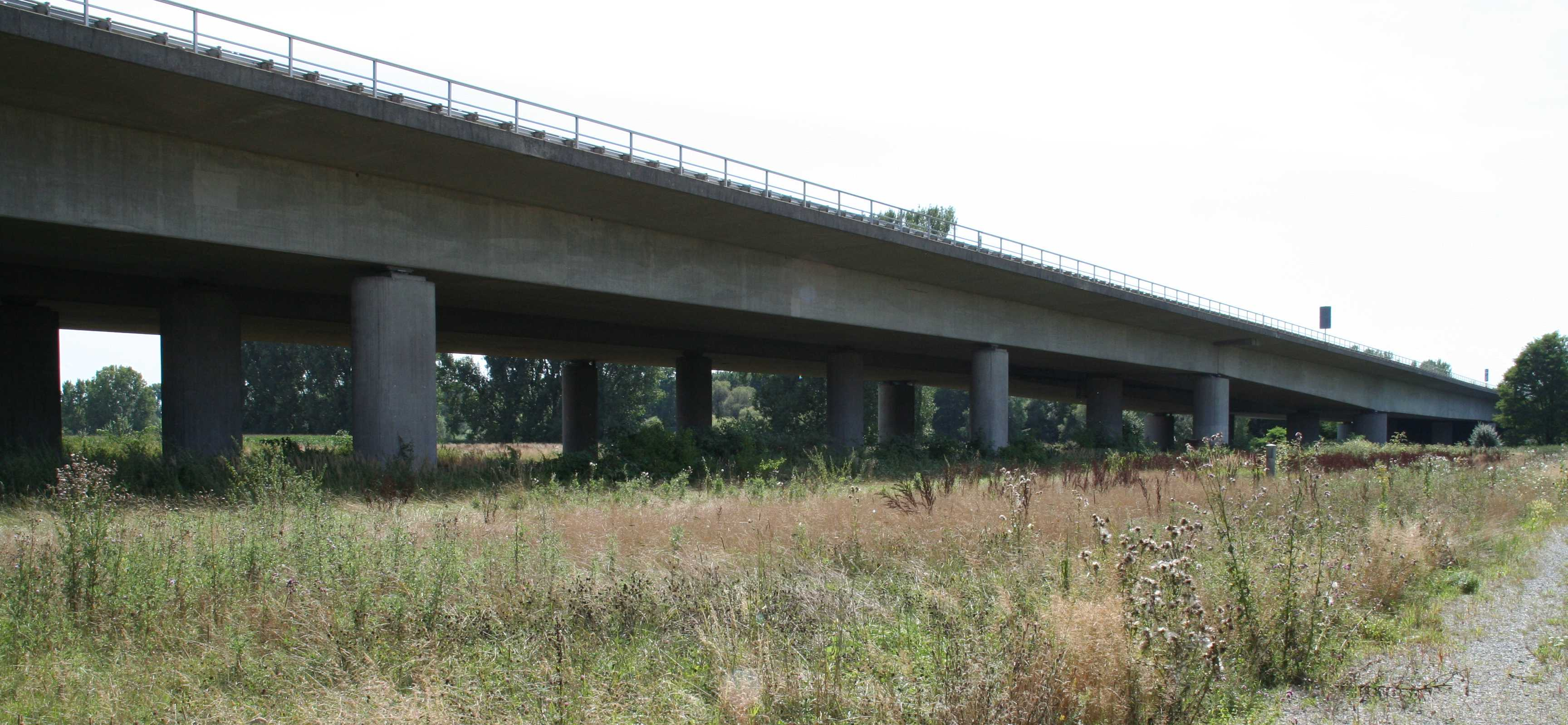
Nord-Ost-Ansicht

Die Überbauten der Brücke wurden im Taktschiebeverfahren erstellt. Der rechtsmainische Taktkeller war neben dem Trennpfeiler aufgebaut worden. Der erste Schritt bestand aus der Fertigung der Vorlandbrücke in Richtung Osten, die zum Freimachen der Fertigungsstätte 20 m über das Widerlager hinausgeschoben wurde. Im zweiten Schritt wurde die Strombrücke von beiden Seiten aus eingeschoben. Dazu erfolgte die Fertigung der rechten Hälfte der Brücke über dem Main in der Taktanlage am Trennpfeiler. Für die andere Hälfte wurde ein zweiter Taktkeller am linken Mainufer, hinter dem westlichen Widerlager, aufgebaut. Ein 25,5 m hoher ortsfester Hilfspylon auf dem eingeschobenen Überbau, an dem der Überbau zurückgehängt war, sowie Hilfsstützen im Randfeld sorgten für eine ausreichende Standsicherheit der über dem Main maximal 66,5 m weit auskragenden Konstruktion. Eine in Brückenmitte verbliebene Lücke mit 0,4 m Länge wurde lokal ausbetoniert. Anschließend folgte der Einbau der über die ganze Brückenlänge verlaufenden Spannglieder.
Die unterschiedlichen Konstruktionshöhen der Strombrücke wurden durch lösbare Fertigteile unter den Hohlkästen ausgeglichen, um einen Verschub zu ermöglichen.

## Neubau
Am 2. Mai 2024 begann der Neubau der Mainbrücke, der bis 2031 dauern soll. Das bestehende Bauwerk wird durch zwei, etwa 450 m lange Zügelgurtbrücken mit zwei 15 Meter hohen Pylonen ersetzt. Um den Verkehr während der gesamten Bauzeit aufrechtzuerhalten, erfolgt der Neubau in vier Bauphasen. Die Baukosten sollen etwa 192 Mio. Euro betragen.